# パオパオ (フランス領ポリネシア)
パオパオ (フランス語:Pao Pao)はフランス共和国の海外準県 (通称DOM-TOM)である仏領ポリネシアのモーレア島にあるモーレア・メアオ、テアヴァロのコミュヌである。

## 概要

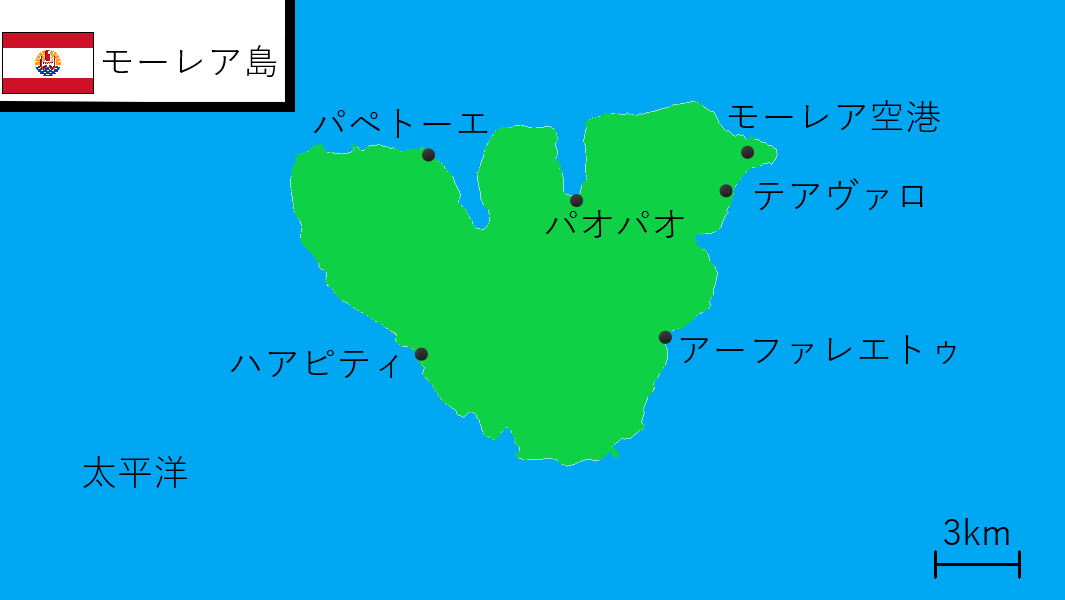
パオパオはモーレア島の中央部に位置する

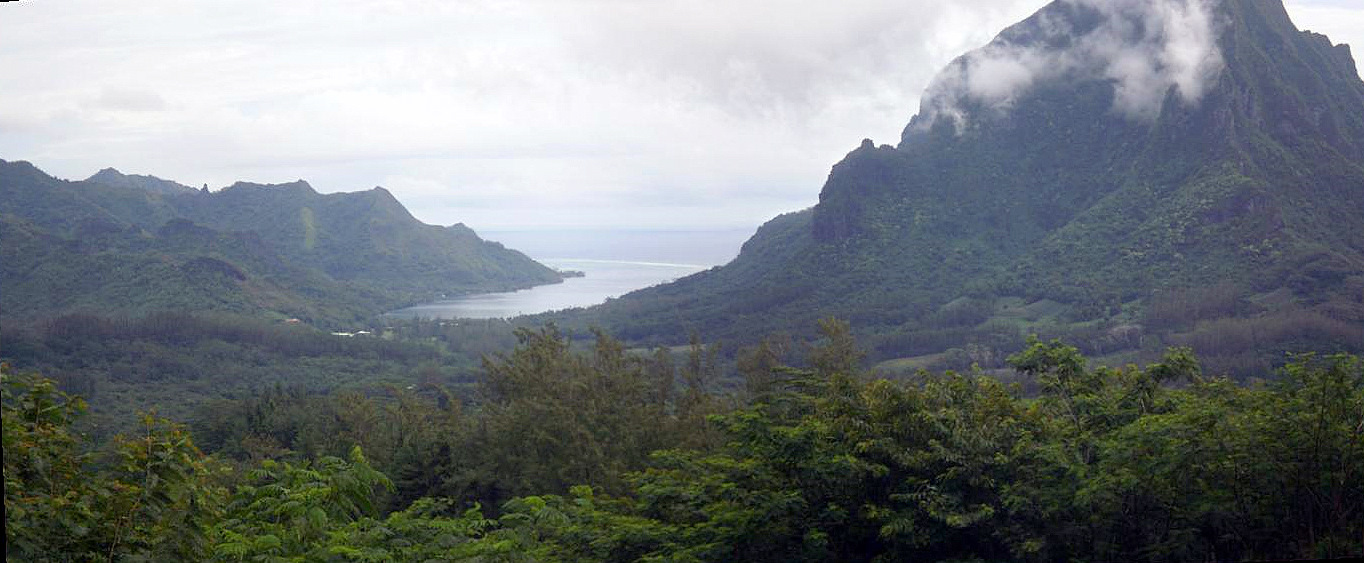
ベルヴェデーレ見晴台付近の丘から見たパオパオとクック湾 (2010年2月26日)

2007年の国勢調査によるとパオパオの人口は4,244人、2012年の調査結果によると4,580人と5年で336人増加した。2017年には4,639人まで上昇し、モーレア島で最大の人口を有する村となった。
| 西暦 (年) | 人口 (人) |
| --------- | --------- |
| 1977      | 1,690     |
| 1983      | 1,914     |
| 1988      | 2,413     |
| 1996      | 3,085     |
| 2002      | 3,852     |
| 2007      | 4,244     |
| 2012      | 4,580     |
| 2017      | 4,639     |

グラフはフランス国立統計経済研究所 (フランス語)を参考に作成した。

## 歴史
パオパオ周辺に最初に住み着いたのはアジアからの旅人である。彼らは木の枝から家を建て、魚を釣って生活していた。ジェームズ・クックがモーレア島を訪れた際、クックは彼ら、住民と接触を試み旅を続けた。パオパオが面しているクック湾 (Baie de Cook ベ・ド・クーク)は彼の名に因んで名付けられたものである。

## 交通
パオパオの住民は他の島嶼に行く為によくモーレア空港を使用する。かなりの観光客が訪れる、モーレア島近くの島であるタヒチ島まではフェリーで45分掛かる。 

## 地理

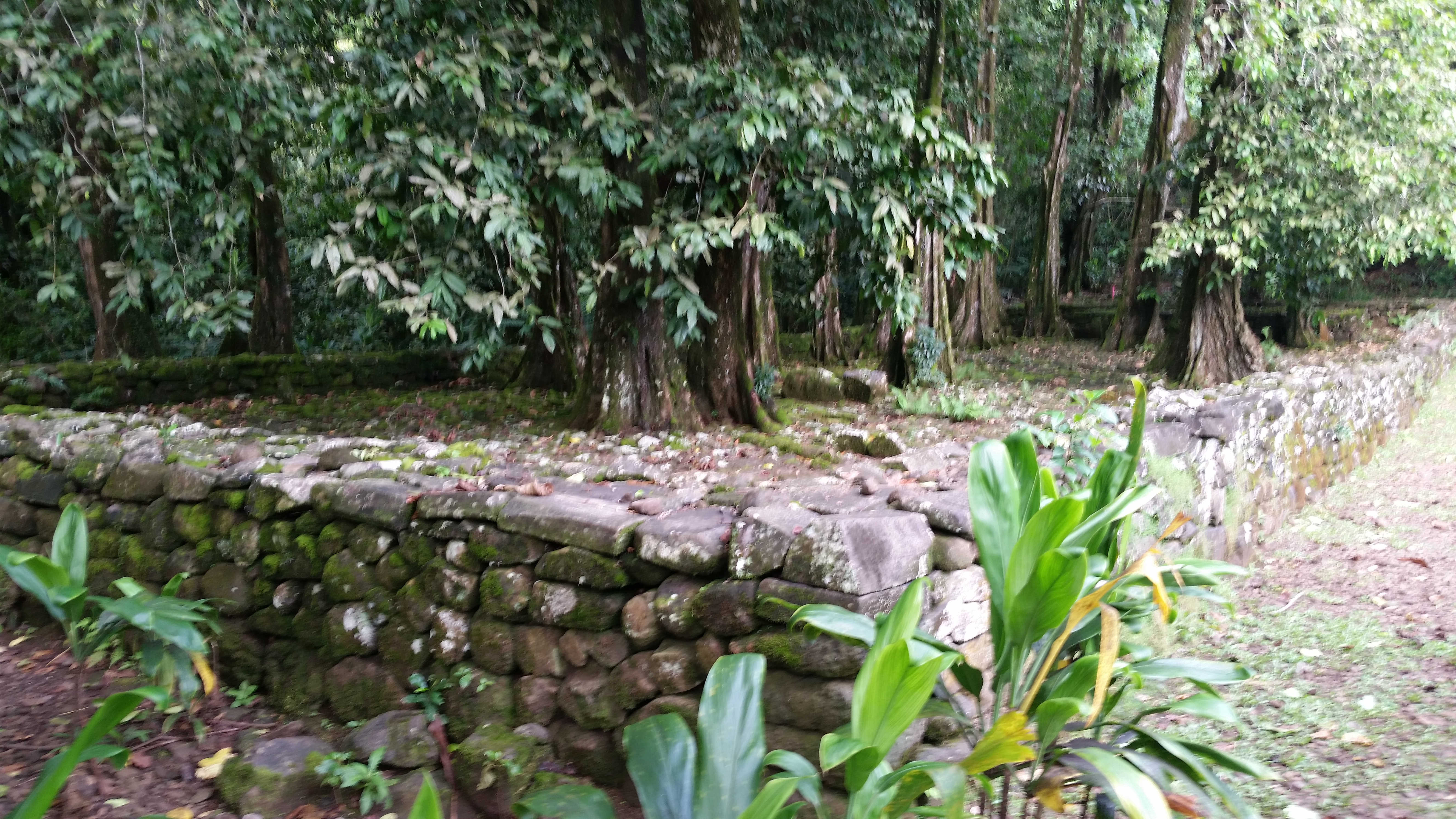
パオパオにあるマラエ

パオパオはクック湾の深奥に位置しており、周りは多くの山々に囲まれていて平地は少ない。パオパオ南部の丘にあるベルヴェデーレ見晴台はパオパオやロツイ山 (Mount Rotui)、クック湾を眺望する絶好の場所であり、またその周辺にはポリネシア文化に於いて聖地であるマラエがある。

## 教育
パオパオにはパオパオ高校 (Collège de Paopao)、オプノフ農業学校 (Lycée Agricole d'Opunohu)がある。

## 経済
パオパオはモーレアジュース工場 (Moorea Juice Factory)の本拠地であり、そのジュースは近隣の店で販売されている。シュペルマルシェパオパオ (Supermarché Pao Pao)は村一番の規模を誇る店である。